# Vuelta a Murcia 2019
La Vuelta a Murcia 2019, trentanovesima edizione della corsa e valevole come evento dell'UCI Europe Tour 2019 categoria 2.1, si svolse in due tappe il 15 e 16 febbraio 2019 su un percorso di 366,1 km, con partenza da Yecla e arrivo a Murcia, in Spagna. La vittoria fu appannaggio dello spagnolo Luis León Sánchez, il quale completò il percorso in 8h29'38", alla media di 43,102 km/h, precedendo i connazionali Alejandro Valverde e Pello Bilbao.
Sul traguardo di Murcia 85 ciclisti, su 124 partiti da Yecla, portarono a termine la competizione.

## Tappe
| Tappa  | Data        | Percorso           | km    | Vincitore di tappa | Leader cl. generale |
| ------ | ----------- | ------------------ | ----- | ------------------ | ------------------- |
| 1ª     | 15 febbraio | Yecla > San Javier | 188,8 | Pello Bilbao       | Pello Bilbao        |
| 2ª     | 16 febbraio | Beniel > Murcia    | 177,3 | Luis León Sánchez  | Luis León Sánchez   |
| Totale | Totale      | Totale             | 366,1 |                    |                     |

## Squadre e corridori partecipanti
| N.    | Cod. | Squadra                  |
| ----- | ---- | ------------------------ |
| 1-6   | AST  | Astana Pro Team          |
| 11-17 | MOV  | Movistar Team            |
| 21-27 | MTS  | Mitchelton-Scott         |
| 31-37 | CPT  | CCC Team                 |
| 41-47 | ROC  | Roompot-Charles          |
| 51-56 | TKA  | Team Katusha Alpecin     |
| 61-67 | BOH  | Bora-Hansgrohe           |
| 71-77 | BBH  | Burgos-BH                |
| 81-87 | SVB  | Sport Vlaanderen-Baloise |

| N.      | Cod. | Squadra                       |
| ------- | ---- | ----------------------------- |
| 91-97   | KMT  | Kometa Cycling Team           |
| 101-107 | COF  | Cofidis, Solutions Crédits    |
| 111-117 | EUK  | Equipo Euskadi                |
| 121-127 | RLY  | Rally UHC Cycling             |
| 131-137 | CJR  | Caja Rural-Seguros RGA        |
| 141-147 | EUS  | Euskadi Basque Country-Murias |
| 151-157 | GAZ  | Gazprom-RusVelo               |
| 161-167 | TDE  | Direct Énergie                |
| 171-177 | WGG  | Wanty-Gobert Cycling Team     |

## Dettagli delle tappe

### 1ª tappa
- 15 febbraio: Yecla > San Javier – 188,8 km

Risultati
| Pos. | Corridore         | Squadra | Tempo    |
| ---- | ----------------- | ------- | -------- |
| 1    | Pello Bilbao      | Astana  | 4h15'02" |
| 2    | Omar Fraile       | Astana  | a 3"     |
| 3    | Luis León Sánchez | Astana  | s.t.     |

| Pos. | Corridore         | Squadra | Tempo    |
| ---- | ----------------- | ------- | -------- |
| 1    | Pello Bilbao      | Astana  | 4h15'02" |
| 2    | Omar Fraile       | Astana  | a 3"     |
| 3    | Luis León Sánchez | Astana  | s.t.     |

### 2ª tappa
- 16 febbraio: Beniel > Murcia – 177,3 km

Risultati
| Pos. | Corridore          | Squadra    | Tempo    |
| ---- | ------------------ | ---------- | -------- |
| 1    | Luis León Sánchez  | Astana     | 4h14'33" |
| 2    | Alejandro Valverde | Movistar   | s.t.     |
| 3    | Matteo Trentin     | Mitchelton | a 13"    |

| Pos. | Corridore          | Squadra  | Tempo    |
| ---- | ------------------ | -------- | -------- |
| 1    | Luis León Sánchez  | Astana   | 8h29'38" |
| 2    | Alejandro Valverde | Movistar | s.t.     |
| 3    | Pello Bilbao       | Astana   | a 10"    |

## Evoluzione delle classifiche
| Tappa              | Vincitore          | Classifica generale Maglia gialla | Classifica a punti Maglia bianca | Classifica scalatori Maglia rossa | Classifica traguardi volanti Maglia blu | Classifica a squadre |
| ------------------ | ------------------ | --------------------------------- | -------------------------------- | --------------------------------- | --------------------------------------- | -------------------- |
| 1ª                 | Pello Bilbao       | Pello Bilbao                      | Pello Bilbao                     | Rubén Fernández                   | Nuno Bico                               | Astana Pro Team      |
| 2ª                 | Luis León Sánchez  | Luis León Sánchez                 | Luis León Sánchez                | Jakob Fuglsang                    | Robin Carpenter                         | Astana Pro Team      |
| Classifiche finali | Classifiche finali | Luis León Sánchez                 | Luis León Sánchez                | Jakob Fuglsang                    | Robin Carpenter                         | Astana Pro Team      |

## Classifiche finali

### Classifica generale - Maglia gialla
| Pos. | Corridore          | Squadra    | Tempo    |
| ---- | ------------------ | ---------- | -------- |
| 1    | Luis León Sánchez  | Astana     | 8h29'38" |
| 2    | Alejandro Valverde | Movistar   | s.t.     |
| 3    | Pello Bilbao       | Astana     | a 10"    |
| 4    | Patrick Konrad     | Bora       | a 13"    |
| 5    | Omar Fraile        | Astana     | a 16"    |
| 6    | Jakob Fuglsang     | Astana     | s.t.     |
| 7    | Matteo Trentin     | Mitchelton | a 19"    |
| 8    | José Herrada       | Cofidis    | s.t.     |
| 9    | Óscar Rodríguez    | Euskadi    | s.t.     |
| 10   | Sergej Černeckij   | Caja Rural | a 1'35"  |

### Classifica a punti - Maglia bianca
| Pos. | Corridore          | Squadra  | Tempo |
| ---- | ------------------ | -------- | ----- |
| 1    | Luis León Sánchez  | Astana   | 41    |
| 2    | Pello Bilbao       | Astana   | 37    |
| 3    | Alejandro Valverde | Movistar | 34    |
| 4    | Omar Fraile        | Astana   | 27    |
| 5    | Patrick Konrad     | Bora     | 26    |

### Classifica scalatori - Maglia rossa
| Pos. | Corridore          | Squadra    | Punti |
| ---- | ------------------ | ---------- | ----- |
| 1    | Jakob Fuglsang     | Astana     | 12    |
| 2    | Rubén Fernández    | Movistar   | 10    |
| 3    | Alejandro Valverde | Movistar   | 8     |
| 4    | Riccardo Zoidl     | CCC        | 8     |
| 5    | Damien Howson      | Mitchelton | 6     |

### Classifica traguardi volanti - Maglia blu
| Pos. | Corridore         | Squadra   | Tempo |
| ---- | ----------------- | --------- | ----- |
| 1    | Robin Carpenter   | Rally     | 7     |
| 2    | Nuno Bico         | Burgos-BH | 5     |
| 3    | Perrig Quéméneur  | Direct    | 5     |
| 4    | Isaac Cantón      | Kometa    | 4     |
| 5    | Justin Timmermans | Roompot   | 2     |

### Classifica a squadre
| Pos. | Squadra              | Tempo     |
| ---- | -------------------- | --------- |
| 1    | Astana Pro Team      | 25h29'20" |
| 2    | Mitchelton-Scott     | a 4'58"   |
| 3    | Movistar Team        | a 5'22"   |
| 4    | Team Katusha Alpecin | a 5'51"   |
| 5    | CCC Team             | a 5'56"   |